# Itzehoe
Itzehoe är en stad och huvudort i det tyska distriktet (Landkreis) Steinburg i förbundslandet Schleswig-Holstein. Folkmängden uppgår till cirka 32 000 invånare. Staden är belägen vid ån Stör, 51 km nordväst om Hamburg och har ett mångsidigt näringsliv med bland annat tryckeri och metallindustri.
Itzehoe är den äldsta staden i Holstein och uppstod på 800-talet omkring en borg, som anlades år 809 av Karl den store till skydd mot danskarna och venderna. Itzehoe fick stadsrättigheter 1238. Åren 1644 och 1657 förstördes staden av svenskarna. Åren 1835–1864 var Itzehoe säte för provinsialständerna i Holstein.
Itzehoe är fyndplats för en liten kniv av brons med skaft i form av en kvinnofigur iförd snörkjol liknande den i Egtvedgraven. Kvinnan bär en skål i händerna och har på ryggen i höjd med ett ej markerat bälte en välvd prydnad som ser ut att vara ett hängkärl.